# 伊迪奧法
伊迪奧法是剛果民主共和國的城鎮，由班頓杜省負責管轄，位於基奎特以東，距離首都金沙薩861公里，海拔高度554米，鎮上有機場設施，主要經濟活動有農業、畜牧業、漁業和貿易。

## 外部連結
- MSN Map

05°02′00″S 19°36′00″E / 5.03333°S 19.60000°E